# فابر كانيافيرال
فابر كانيافيرال (بالإسبانية: Faber Cañaveral) هو لاعب كرة قدم كولومبي في مركز الوسط، ولد في 31 أغسطس 1988 في مدينة كالي في كولومبيا. لعب مع أتليتيكو بوكارامانغا.

## وصلات خارجية
- فابر كانيافيرال على موقع قاعدة بيانات كرة القدم.إي يو (الإنجليزية)
- فابر كانيافيرال على موقع Soccerway.com (الإنجليزية)
- فابر كانيافيرال على موقع AS.com (الإسبانية)